# Kościół św. Wawrzyńca w Przychowej
Kościół pw. św. Wawrzyńca w Przychowej – filialny kościół rzymskokatolicki znajdujący się we wsi Przychowa w gminie Ścinawa w województwie dolnośląskim, należący do parafii św. Michała Archanioła w Olszanach.

## Historia
Pierwsza wzmianka o kościele w Przychowej pochodzi z roku 1210. Prawdopodobnie w czasie średniowiecza został rozbudowany. Dobudowano wtedy do niego też wieżę. Przebudowany w roku 1713 lub 1736 w stylu barokowym. Odrestaurowany w drugiej połowie XIX w. Remontowany w latach 1982–1987. 

## Architektura
Kościół jest orientowaną pseudobazyliką wykonaną z cegły. Prezbiterium jest węższe od korpusu, posiada zamknięcie trójboczne. Od północy dostawiona jest zakrystia, od południa kruchta. Wieża na planie kwadratu jest w dolnej części oskarpowana, kryta ostrosłupowym hełmem. Nawę i prezbiterium przykrywa dwuspadowy ceramiczny dach. We wnętrzu sklepienie kolebkowe z lunetami.

## Wyposażenie
Wystrój w stylu rokokowym – ołtarz główny, ołtarze boczne, prospekt organowy i ambona z baldachimem, pochodzi z czasów XVIII-wiecznej przebudowy świątyni. Wśród barokowych obrazów znajdujących się wewnątrz cztery zostały wykonane pod koniec XVII w. w lubiąskim warsztacie Michaela Willmanna, z których co najmniej jeden jest dziełem samego mistrza. Przedstawiają one „Wniebowzięcie Najświętszej Maryi Panny”, „Koronowanie cierniem”, „Pokłon Trzech Króli” i „Św. Katarzynę”.

## Literatura
- Józef Pilch: Leksykon zabytków architektury Dolnego Śląska. Warszawa: Arkady, 2005, s. 283.